# Siegfried Brietzke
Siegfried Brietzke, (född: 12 juni 1952 i Rostock), är en före detta östtysk tävlingsroddare. 
Han vann första gången OS-guld i München 1972 tillsammans med Wolfgang Mager i tvåa utan styrman. Vid olympiska sommarspelen i  Montreal 1976  och  Moskva 1980  vann Brietzke OS-guld i fyra utan styrman.